# Jimmy Dawson
James C. "Jimmy" Dawson (Oak Park, Illinois, 18 de abril de 1945) es un exjugador de baloncesto estadounidense que disputó una temporada en la ABA. Con 1,83 metros de estatura, jugaba en la posición de base.

## Trayectoria deportiva

### Universidad
Jugó tres temporadas con los Fighting Illini de la Universidad de Illinois en Urbana-Champaign, siendo incluido en su última temporada en el mejor quinteto de la Big Ten Conference, tras promediar 21,7 puntos y 3,0 rebotes por partido, siendo además elegido Jugador del Año.

### Profesional
Fue elegido en el puesto 154 del Draft de la NBA de 1967 por Chicago Bulls, y también en la cuarta ronda del draft de la ABA por los Indiana Pacers, con los que firmó contrato. Jugó una temporada como suplente de Jimmy Rayl en el puesto de base, en la que promedió 5,6 puntos y 1,5 asistencias por partido.
Finalizada la temporada, fue traspasado junto con Ron Kozlicki, una futura ronda del draft y 75.000 dólares a los Minnesota Muskies a cambio de Mel Daniels. Los Muskies, que ese año se mudaron de ciudad para convertirse en The Floridians, finalmente prescindieron de Dawson.

## Estadísticas de su carrera en la ABA

### Temporada regular
| Temporada | Edad | Equipo         | Liga | Pos. | P  | TIT | MIN  | TC  | TCA | %TC  | 3P  | 3PA | %3P  | 2P  | 2PA | %2P  | TL  | TLA | %TL  | R.OF. | R.DEF. | REB | ASIS | ROB | TAP | PER | FP  | PTS |
| 1967-68   | 22   | Indiana Pacers | ABA  | PG   | 21 |     | 13.7 | 2.2 | 6.3 | .346 | 0.0 | 0.3 | .143 | 2.1 | 6.0 | .357 | 1.2 | 2.0 | .581 |       |        | 1.0 | 1.5  |     |     | 0.8 | 0.8 | 5.6 |
| Total     |      |                | ABA  |      | 21 |     | 13.7 | 2.2 | 6.3 | .346 | 0.0 | 0.3 | .143 | 2.1 | 6.0 | .357 | 1.2 | 2.0 | .581 |       |        | 1.0 | 1.5  |     |     | 0.8 | 0.8 | 5.6 |